# Rhabdamia cypselurus
Rhabdamia cypselurus är en fiskart som beskrevs av Weber, 1909. Rhabdamia cypselurus ingår i släktet Rhabdamia och familjen Apogonidae. Inga underarter finns listade i Catalogue of Life.